# Fergie Chambers
James Cox Chambers Jr. (né vers 1985), connu sous le nom de Fergie Chambers, est un activiste politique communiste américain, philanthrope et héritier de la famille Cox family, qui tire sa richesse de Cox Enterprises,.

## Biographie

### Jeunesse et éducation
James Cox Chambers Jr. est le fils de James Cox Chambers Sr. et Lauren Hamilton. Ses parents divorcent lorsqu'il a deux ans, et il grandit principalement avec sa mère à Brooklyn, New York. Il frénte la prestigieuse Saint Ann's School avant d'être admis à Bard College, qu'il quitte sans obtenir de diplôme.

### Carrière et activisme
James Chambers hérite d'une partie des actions de Cox Enterprises, qu'il revend en 2023 pour une somme estimée à 260 millions de dollars. Il utilise cette fortune pour financer des causes communistes et révolutionnaires, notamment en soutenant des mouvements tels que Stop Cop City à Atlanta ou des collectifs pro-palestiniens.
En 2023, il fonde les « Berkshire Communists », un collectif marxiste-léniniste basé dans le Massachusetts, où il ouvre également une salle de sport réservée aux militants anticapitalistes.

### Vie personnelle
Chambers s'est marié trois fois et a quatre enfants. Converti à l'islam en 2023, il réside actuellement à Tunis, où il sponsorise le Club Africain.

## Controverses
Chambers est une figure controversée en raison de ses positions politiques radicales et de son soutien à des groupes tels que Hamas ou encore pour ses déclarations polémiques sur les réseaux sociaux.